# Golden League 1998
La première édition de la Golden League s'est déroulée du 9 juillet au 1er septembre 1998. Régie par l'IAAF, elle est composée de six meetings internationaux. Les trois athlètes vainqueurs des six épreuves sont le Marocain Hicham El Guerrouj, l’Éthiopien Haile Gebrselassie et l'Américaine Marion Jones. Ils se partagent la somme de un million de dollars.

## Calendrier
| # | Meeting            | Lieu      | Pays      | Date               |
| - | ------------------ | --------- | --------- | ------------------ |
| 1 | Bislett Games      | Oslo      | Norvège   | 9 juillet 1998     |
| 2 | Golden Gala        | Rome      | Italie    | 14 juillet 1998    |
| 3 | Meeting Herculis   | Monaco    | Monaco    | 8 août 1998        |
| 4 | Weltklasse Zürich  | Zurich    | Suisse    | 12 août 1998       |
| 5 | Mémorial Van Damme | Bruxelles | Belgique  | 28 août 1998       |
| 6 | ISTAF              | Berlin    | Allemagne | 1er septembre 1998 |

## Vainqueurs
| Athlète            | Épreuve          |
| ------------------ | ---------------- |
| Hicham El Guerrouj | 1 500 m/Mile     |
| Haile Gebrselassie | 5 000 m/10 000 m |
| Marion Jones       | 100 m            |